# Xestospongia hispida
Xestospongia hispida är en svampdjursart som först beskrevs av Ridley och Arthur Dendy 1886.  Xestospongia hispida ingår i släktet Xestospongia och familjen Petrosiidae.
Artens utbredningsområde är Kerguelen. Inga underarter finns listade i Catalogue of Life.